# Notanthidium bidentatum
Notanthidium bidentatum är en biart som först beskrevs av Heinrich Friese 1908.  Notanthidium bidentatum ingår i släktet Notanthidium och familjen buksamlarbin. Inga underarter finns listade i Catalogue of Life.